# Benny Barbash

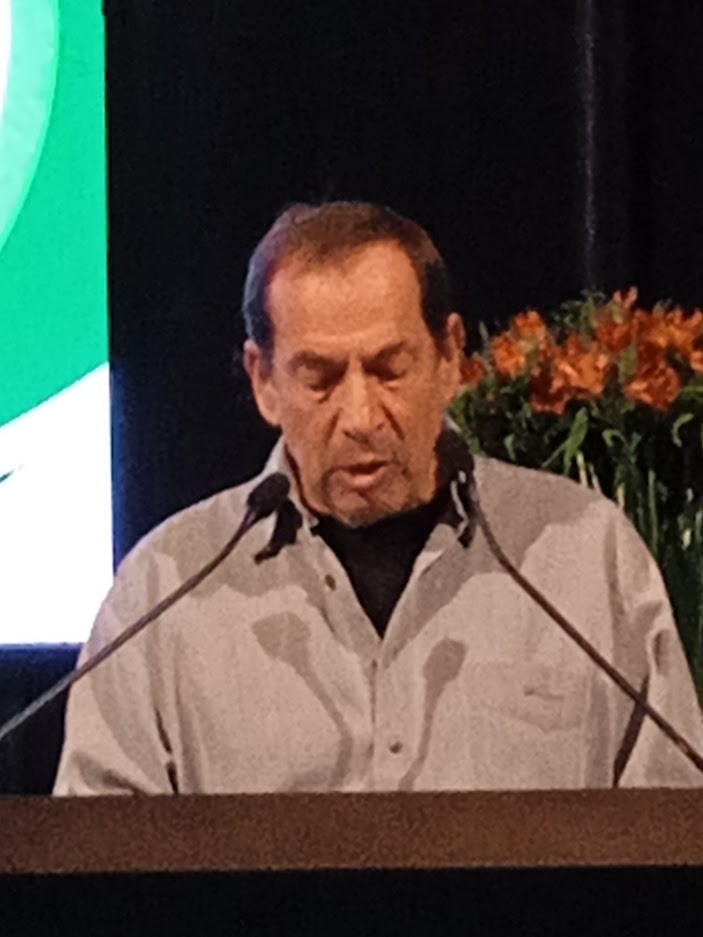
Barbash (2022)

Benny Barbash (auch: Barbasch und Beni Barbash; * 8. August 1951 in Beʾer Scheva) ist ein in Tel Aviv lebender, mehrfach ausgezeichneter israelischer Schriftsteller und Drehbuchautor. Er ist der Bruder des Filmregisseurs Uri Barbash, mit dem er zusammenarbeitete.
Er diente über zehn Jahre in der israelischen Armee und erlitt im Jom-Kippur-Krieg schwere Verletzungen. Er hat einen akademischen Abschluss in Geschichte der Universität Tel Aviv und war in den 1980er und 1990er Jahren eine führende Persönlichkeit der Bewegung Schalom Achschaw.
Bis 2011 hat Barbash drei Romane veröffentlicht. Er schreibt auch Theaterstücke und Drehbücher, darunter das Skript für den israelischen Kinofilm Beyond the Walls, für das er mehrere Preise gewann.

## Werke (Auswahl)
- The Big Awakening, 1982
- My First Sony, 1994 (oft übersetzt)[3]
- Rerun, 2003 (auch deutsch und französisch)[4]
- The Little Big Bang, 2009 (auch französisch, deutsch und italienisch)
- Der Mann, dem ein Olivenbäumchen aus dem Ohr wuchs 2012

## Filmografie (Auswahl)
- 1984: Jenseits der Mauern (meʾAchorei haSoragim)
- 1989: Land der Sehnsucht (Dreamers)
- 1990: Final Take Off – Der letzte Kampf im Cockpit (Derech Ha'nesher)